# Wolfova cena za zemědělství
Wolfova cena za zemědělství je izraelské vědecké ocenění, udělované každoročně Wolfovou nadací. Dalšími kategoriemi ocenění jsou ceny za matematiku, fyziku,chemii, medicínu a umění.

## Seznam nositelů
- 1978 George F. Sprague, John C. Walker
- 1979 Jay Lawrence Lush, Sir Kenneth Blaxter
- 1980 Karl Maramorosch
- 1981 John O. Almquist, Henry A. Lardy, Glenn W. Salisbury
- 1982 Wendell L. Roelofs
- 1983/4 Don Kirkham, Cornellis T. de Witt
- 1984/5 Robert H. Burris
- 1986 Sir Ralph Riley, Ernest R. Sears
- 1987 Theodor O. Diener
- 1988 Charles Thibault, Ernest John Christopher Polge
- 1989 Peter M. Biggs, Michael Elliott
- 1990 Jozef Stefaan Schell
- 1991 Shang-Fa Yang
- 1992 bez ocenění
- 1993 John E. Casida
- 1994/5 Carl B. Huffaker, Perry L. Adkisson
- 1995/6 Morris Schnitzer, Frank J. Stevenson
- 1996/7 Neal L. First
- 1998 Ilan Chet, Baldur R. Stefansson
- 1999 bez ocenění
- 2000 Gurdev S. Khush
- 2001 Roger N. Beachy, James E. Womack
- 2002/3 R. Michael Roberts, Fuller W. Bazer
- 2004 Yuan Longping, Steven D. Tanksley
- 2005 bez ocenění
- 2006/7 Ronald L. Phillips, Michel A. J. Georger
- 2008 John A. Pickett, James H. Tumlinson, W. Joe Levis
- 2009 bez ocenění
- 2010 David Baulcombe
- 2011 Harris A. Lewin, James R. Cook
- 2012 bez ocenění
- 2013 Joachim Messing, Jared Diamond
- 2014 Jorge Dubcovsky, Leif Andersson
- 2015 Linda J. Saif
- 2016 Trudy Mackay
- 2017 bez ocenění
- 2018 Gene E. Robinson
- 2019 David Zilberman
- 2020 Caroline Dean
- 2021 bez ocenění
- 2022 Pamela C. Ronald
- 2023 Martinus Theodore van Genuchten
- 2024 Joanne Choryová, Elliot Meyerowitz, Venkatesan Sundaresan